# Millet-System
Das Millet-System (osmanisch ملت) war eine religiös definierte Rechtsordnung im Osmanischen Reich.
Im Laufe seines 600-jährigen Bestehens entwickelte sich das Osmanische Reich zu einem multikonfessionellen Gemeinwesen, in dem das Millet-System die auf dem islamischen Recht beruhende Rechtsordnung für den Status nichtmuslimischer Religionsgemeinschaften regelte. Sie hatten Anspruch auf den Schutz des Sultans, wofür sie besondere Steuerleistungen zu entrichten hatten, die „Dschizya“.
Der Sultan wickelte jeglichen Kontakt mit seinen Untertanen, dem theokratischen System des Islam folgend, über deren religiös-kirchliche Führung ab; ihr oblag der Steuereinzug und deren Ablieferung. Über die Kirchenorganisationen entstanden Autonomiebereiche auf wirtschaftlichem, rechtlichem und administrativem Gebiet, die der kirchlichen Regie unterlagen. Infolgedessen wurden nicht mehr ethnische Bindungen ausschlaggebend, sondern die Zugehörigkeit zur gleichen Religionsgemeinschaft. In osmanischer Zeit wurden in Südosteuropa kirchliche Abgrenzungen zu den Voraussetzungen für die Ausbildung eines späteren politischen und nationalen Bewusstseins.

## Begriffe
Der arabische Begriff milla (ملة, Pl. milal / ملل) der in das Osmanische übernommen wurde, bedeutet ‚Religionsgemeinschaft‘. Die Bevölkerung war entsprechend ihrer Religionszugehörigkeit in sogenannte Millets organisiert. Die Anhänger jüdischen Glaubens im Osmanischen Reich wurden zum Beispiel Teil des Abraham milleti, diejenigen christlich-orthodoxen Glaubens des Rum milleti.
Jüdische und christliche Untertanen wurden entsprechend dem islamischen Recht Dhimmis genannt, d. h. Schutzbefohlene, die über eine eigene Heilige Schrift verfügen. Bei Fragen und Streitigkeiten, die sowohl muslimische als auch christliche Untertanen betrafen, galt das islamische Recht, die Scharia.
Die muslimischen Gemeinschaften des Osmanischen Reiches bildeten die Umma, eine gesamtislamische osmanische Glaubensgemeinschaft. Der Sultan war zugleich Kalif. Das osmanische Gesetz kannte Begriffe wie Volkszugehörigkeit oder Staatsbürgerschaft nicht, so dass die Rechte und Privilegien eines Moslems von seiner ethnischen Zugehörigkeit unabhängig waren.
Glaubensrichtungen wie Schiiten, Alawiten, Aleviten und Jesiden genossen keinen besonderen rechtlichen Status. Nur die synkretistischen Drusen von Dschebel ad-Duruz und aus dem Libanongebirge genossen eine gewisse feudale Autonomie.

## Geschichte der nicht-muslimischen Glaubensgemeinschaften in osmanischer Zeit
Die Eroberung von Konstantinopel 1453 durch die Osmanen bedeutete das Ende des Oströmischen Reiches.
Der Bischof von Konstantinopel, der sein Amt auf den Apostel Andreas zurückführte, war seit 381 Patriarch und hatte mehr als ein Jahrtausend lang – bis zur Eroberung der Stadt – eine herausgehobene Stellung inne. 1453 setzte Mehmed II. einen griechischen Patriarchen ein. Gennadios Scholarios konnte weiter in der Stadt verbleiben; die Hagia Sofia wurde ihm aber genommen und zur Moschee umgebaut, was sie bis 1932 blieb und seit 2020 wieder ist. Dazwischen war sie ein Museum.
Die Hagios-Georgios-Basilika im Stadtteil Phanar, dem Griechenviertel am Sultanshof, wurde neuer Sitz des Patriarchen. Er wurde Ethnarch aller orthodoxen Christen, erhielt Jurisdiktionsrechte und Einfluss auf die Kirchenprovinzen auf dem Balkan und im Orient. Fünf Jahre später setzte Mehmed II. auch einen armenischen Patriarchen ein. Die griechische und die armenische Kirche wurden in den Staatsapparat integriert. Es waren die bevölkerungsreichsten Kirchen. 1556 wurde das serbisch-orthodoxe Patriarchat mit Sitz in Peć im Kosovo, das seine kirchliche Unabhängigkeit 1459 verloren hatte, wiederbegründet. Es umfasste das ungefähre Gebiet der heutigen modernen Staaten: Serbien, Montenegro, Bosnien-Herzegowina, Kroatien, den Norden Mazedoniens und Südost-Bulgarien, sowie Teile Ungarns und die Region Siebenbürgen in Rumänien.
Christliche Gemeinschaften hielten sich in ganz Syrien und im Nordirak. Andere christliche Gruppen, die nicht so fest wie die griechische und armenische Kirche eingebunden wurden, waren Sekten, die als Folge von Kontroversen über die Natur Christi entstanden waren: die Nestorianer in Südostanatolien und die monophysitischen ägyptischen Kopten. In Syrien gab es die Jakobiten und die Maroniten des Libanon, die seit der Zeit der Kreuzfahrer das Supremat des Papstes anerkannten.
Das Judentum war noch erheblich weiter verbreitet, vom Maghreb bis zum Fruchtbaren Halbmond. Juden spielten eine wichtige Rolle in Handel, Produktion, Geldwesen und Medizin.
Die nicht-muslimischen Glaubensgemeinschaften des Osmanischen Reiches wurde durch das Millet-System neu organisiert. Es sicherte den im Reich lebenden Christen und Juden bestimmte Rechte zu; im Gegenzug wurde den Angehörigen dieser Religionsgemeinschaften – den „Schutzbefohlenen“ – das Tragen von Waffen untersagt. Es gab eine Reihe von diskriminierenden Vorschriften und Verboten, z. B. das Verbot bestimmter Reittiere.

## Millets
Das Millet-System hatte seine Wurzeln in der Frühzeit des Islam beziehungsweise konkreter in den Verträgen der arabischen Eroberer, die diese mit den von ihnen unterworfenen Gebieten schlossen. Die Nicht-Muslime wurden Schutzbefohlene. Sie erhielten seitens der neuen, muslimischen Herrscher die Zusicherung, ihre Religion innerhalb eines bestimmten Rahmens frei ausüben zu dürfen sowie deren Schutz vor inneren und äußeren Feinden. Von den Schutzbefohlenen wurde dafür erwartet, dass sie die muslimische Herrschaft anerkennen und an den Staat eine Kopfsteuer zahlen.
Andererseits galten für die Nicht-Muslime eine Reihe von Einschränkungen. Das Reiten eines Pferdes und das Tragen von Waffen war ihnen ebenso untersagt wie die Errichtung neuer Gebetshäuser oder das Renovieren oder Erweitern bestehender Einrichtungen ohne einer entsprechenden Genehmigung. Auch Kleidervorschriften waren seitens der Schutzbefohlenen einzuhalten. In der Öffentlichkeit mussten sie stets Zurückhaltung üben. Die Gebetsstätten der anderen Religionen durften die islamischen in keiner Weise überragen. Die Konversion eines Muslims zu einer der anderen Religion war strengstens verboten. 
Die Millet war eine Religionsgemeinschaft, die innerhalb des Osmanischen Reiches einen hohen Grad an Autonomie besaß, sodass innerhalb dieser Gemeinschaft die jeweiligen Regeln der eigenen Religion galten. Das Oberhaupt einer Millet galt als Verantwortlicher für seine Mitglieder. In seinen Zuständigkeitsbereich fiel vor allem die Einhaltung der öffentlichen Ordnung sowie das Eintreiben der zu zahlenden Kopfsteuer, aber auch Geburten, Todesfälle, Heiraten, Gesundheitsvorsorge, Schulen usw. Zur Gruppe der Schutzbefohlenen zählten allerdings nicht alle Angehörige einer nicht-muslimischen Religion, sondern lediglich diejenigen einer monotheistischen Religion, welche, wie auch der Islam, eine oder mehrere heilige Schriften besaß. Die Anhänger polytheistischer Religionen oder von Religionen ohne eine heilige Schrift waren von diesen Regeln ausgenommen.
In der Regel galten drei oder vier Millets als offiziell anerkannt – die muslimische Millet, die orthodoxe Millet, die armenische Millet und womöglich die jüdische Millet. Die Anerkennung als Millet beruhte auf „gesonderte Vereinbarungen zwischen den nicht-muslimischen Religionsgemeinschaften und dem osmanischen Staat über den allgemeinen rechtlichen Status der betreffenden Gemeinschaft sowie die Rechtsprechungskompetenz ihrer religiösen Gerichte“.
Die Millets waren dazu befugt in ihrem jeweiligen Zuständigkeitsbereich eigene Gesetze und Steuern festzulegen. Hierbei standen sie in fester Loyalität zum Osmanischen Reich. Wenn ein Mitglied einer Millet ein Verbrechen gegen das Mitglied einer anderen verübte, trat das Gesetz der verletzten Partei in Kraft. Aber die herrschende islamische Mehrheit behielt stets die Oberhand; so unterlagen Streitfälle, in die Muslime verwickelt waren, in der Regel der Scharia.
1829 wurde ein uniertes syrisch-katholisches Patriarchat vom osmanischen Staat anerkannt, aber (noch) nicht ausdrücklich als neue Millet definiert. Der Patriarch wählte Aleppo als Residenzstadt und zog 1850 nach Mardin. Nach dem Ersten Weltkrieg fand dieses Patriarchat 1922 in Beirut eine neue Heimat.

### Orthodoxe Millet
Die Millet der orthodoxen Christen ist ebenfalls bekannt unter dem Namen Rum-Millet (rum milleti). Diese Bezeichnung leitet sich aus den Begriffen „römisch“ bzw. „Rhomäer“  ab, den das Byzantinische Reich, das sich als Nachfolger des Römischen Reiches verstand, für sich reklamierte. Im Nahen Osten waren die orthodoxen Christen bereits vor den osmanischen Eroberungen zahlenmäßig eine Minderheit. Im osmanischen Südosteuropa hingegen stellten sie mit der Zeit beinahe – oder gar tatsächlich – die Mehrheit der Bevölkerung.  Ins Leben gerufen wurde die orthodoxe Millet im Jahr 1454, ein Jahr nach der Eroberung Konstantinopels durch das osmanische Heer.
Der Eroberer von Konstantinopel – Sultan Mehmed II. – setzte Gennadios Scholarios, einen Bischof und prominenten Gegner einer Kirchenunion mit Rom, als Patriarchen der Stadt ein und erkannte ihn gleichzeitig als Religionsführer (millet başı) aller orthodoxen Christen im Osmanischen Reich an. Der Patriarch, wie auch alle anderen christlichen Würdenträger, hatte fortan mit seinem Leben für seine und die Loyalität der orthodox-christlichen Untertanen des Reiches zu bürgen.  Außerdem waren die orthodoxe Kirche und ihr Kirchenführer dafür verantwortlich, dass deren Gläubigen ihren Verpflichtungen gegenüber dem osmanischen Staat nachkamen und ihre Sondersteuern entrichteten. Der orthodoxe Klerus war hingegen von diesen Steuern befreit. Die Institution des Religionsführers war demnach eng mit der Politik verbunden. Der millet başı nahm buchstäblich eine Mittlerfunktion zwischen seiner Millet und dem osmanischen Herrschaftssystem ein.
Unter Mehmed II. wurde es außerdem gang und gäbe, jeden neuen Patriarchen gegen eine gewisse Geldsumme als solchen anzuerkennen. Diese Summe belief sich anfangs noch auf 1.000 Goldstücken, stieg im Laufe der nächsten 100 Jahre jedoch auf 100.000, da die Sultane das Amt immer an den Höchstbietenden verliehen. Dank dieser Praxis wechselte im 17. Jahrhundert der Vorsitz des Patriarchen ganze siebenundfünfzig Mal. Einige Bewerber übernahmen diesen mehrmals, Kyrillos Loukaris gar siebenmal. Als im 16. Jahrhundert die Patriarchate von Antiochien, Jerusalem und Alexandria ebenfalls unter osmanische Herrschaft kamen, waren diese dem Patriarchat in Konstantinopel theoretisch gleichgestellt. Alsbald erlangte jedoch das Patriarchat in Konstantinopel die Vormachtstellung, nicht nur weil es sich in der Hauptstadt befand, sondern weil es sich den osmanischen Herrschern als verlässlicher Partner erwiesen hatte.
Ihre inneren Angelegenheiten betreffend genoss die orthodoxe Kirche einen gewissen Grad an Unabhängigkeit und Selbstständigkeit und übernahm in Hinblick auf die orthodoxen Untertanen quasistaatliche Funktionen. Sie verwaltete die zivilrechtlichen Belange ihrer Religionsgemeinschaft und übte die Zivilgerichtsbarkeit aus. Die Kirche übernahm also auch Aufgaben der Rechtsprechung, jedoch nur solange keine Muslime involviert waren. Viele Funktionen, die zuvor im Byzantinischen Reich oder den orthodoxen Balkanstaaten des Mittelalters der Staat ausübte und nach modernem Verständnis auch heute von diesem ausgeübt werden, galten im Osmanischen Reich als Angelegenheiten der Kirche.
Für die orthodoxen Balkanchristen, die sehr unterschiedliche Idiome sprachen, stellte die gemeinsame Religion lange Zeit einen einigenden Faktor dar. Denn unabhängig von ihrer Muttersprache, ehrten sie dieselben Klöster und besuchten dieselben Wallfahrtsorte. Während des 18. Jahrhunderts hatte die Aufklärung einen nicht unerheblichen Einfluss auf die Intelligenzia der Rum-Millet. Dieser, aber auch andere Faktoren, begünstigten die baldige Entstehung und Verbreitung national gesinnter, untereinander konkurrierender, Ideologien. Wurde etwa bis in die 1760er Jahre hinein in den Kirchen des heutigen Makedoniens und Bulgariens etwa noch das Kirchenslawische genutzt, so setzte ab dem letzten Drittel des 18. Jahrhunderts allmählich eine Dominanz des Griechischen als Kirchensprache ein. Dies war eine direkte Konsequenz phanariotischer Agitation, setzten sich die Phanarioten doch massiv dafür ein das Griechische als einzig legitimes Idiom für die Kommunikation mit Gott zu etablieren.
Im nun anbrechenden Zeitalter der Nationalbewegungen trat die orthodoxe Kirche gespalten ein. Auf der einen Seite befand sich die phanariotische, griechischsprachige Oberschicht, die sich zudem auch allgemein als Teil der osmanischen Oberschicht verstand. Auf der anderen Seite war der niedere südslawischsprachige Klerus, der einen wichtigen Platz innerhalb der Nationalbewegungen einnahm.  Der zunehmende Antagonismus zwischen beiden Gruppierungen im 19. Jahrhundert führte vermehrt zur Produktion der Bibel in kirchenslawischer, russischer und bulgarischer Sprache.
Die sprachliche Dominanz des Griechischen bzw. die kulturelle Dominanz der Phanarioten wurde mit der Verbreitung und Festigung nationalen Gedankenguts, insbesondere in der zweiten Hälfte des 19. Jahrhunderts, aufgebrochen. Die Anerkennung nationaler Kirchen (der serbischen, bulgarischen usw.) im Laufe des 19. Jahrhunderts besiegelte die Aufteilung der einst einheitlichen orthodoxen Millet. So entstand 1870 nach der Wiederbegründung der Bulgarischen Kirche, ein eigenständiges bulgarisches Millet: Eksarhhâne-i Millet i Bulgar. In den nach 1878 beim Osmanischen Reich verbliebenen Gebieten – allen voran in Makedonien – stritten die verschiedenen orthodoxen Kirchen, im Dienste der jeweiligen Nation, fortan unerbittlich um die nationale Zugehörigkeit der dortigen Orthodoxen.

### Armenische Millets
Das armenische Volk, das eine bedeutende Rolle in der Politik, Armee und Wirtschaft sowohl im Byzantinischen Reich als auch später im Osmanischen Reich gespielt hatte, wurde als Armenische Kirche im Jahr 1461 von Sultan Mehmet II anerkannt.
Die Armenier waren zunächst als armenisch-apostolische Glaubensgemeinschaft vom Staat anerkannt.
Durch den Friedensvertrag von Adrianopel (1829) erlangten die armenischen Katholiken die Garantie der Religionsfreiheit und Anerkennung als vom armenisch-apostolischen Patriarchat unabhängige armenisch-unierte Millet. Noch 1828 fand im Gefolge der Schlacht von Navarino eine Katholikenverfolgung statt, in deren Rahmen 12.000 armenische Katholiken als fränkische Spione mitten im Winter aus Konstantinopel nach Ankara vertrieben wurden. 1831 wurden schließlich alle katholischen Konfessionen des Osmanischen Reiches unter der Obrigkeit des armenisch-unierten Bischofs zu einer eigenständigen Millet zusammengeschlossen.
Im Jahre 1850 wurden die armenischen Protestanten offiziell als Glaubensnation anerkannt.

### Jüdische Millet
Die osmanischen Juden waren keine homogene Gruppe, sondern lebten als integrierte und von der islamischen Bevölkerung akzeptierte Minderheit in unterschiedlichen kulturellen und sozialen Milieus. Sie genossen ähnliche Privilegien wie die Phanarioten – die teilweise umfangreichsten Freiheiten in der jüdischen Geschichte.
Die ältesten Juden waren die einheimischen, Griechisch sprechenden Romanioten. Frühe jüdische Einwanderer, meist Aschkenasim, kamen aus Nordeuropa. Sie wurden Ende des 15. Jahrhunderts durch die Einwanderung der Sephardim aus Südeuropa zahlenmäßig weit übertroffen, die sich vorrangig in Istanbul, Saloniki, Smyrna, auf der anatolischen Hochebene und dem Balkan niederließen.
Die Juden aus Europa brachten bedeutende Kenntnisse in der Medizin sowie im Bühnenhandwerk und in der Druckerkunst mit. Erst im 18. Jahrhundert wurde die erste türkische Druckerpresse in Betrieb genommen.
Im 19. Jahrhundert wurde das Millet-System, das in erster Linie für die griechischen und armenischen Gemeinden entwickelt worden war, in ähnlicher Form auf die jüdischen Gemeinden erweitert. Zu Anfang des 20. Jahrhunderts beherrschten osmanische Juden – zusammen mit Armeniern und Griechen – den Handel im gesamten Osmanischen Reich. Sie waren als Millet anerkannt und unterstanden ihrem hahambasi, dem Oberrabbiner, der mit vergleichbaren Privilegien wie das Oberhaupt der griechischen oder armenischen Kirchen ausgestattet war.

## Das Ende des Millet-Systems
Mit dem beginnenden 19. Jahrhundert war das Osmanische Reich nur noch ein Schatten seiner selbst. Politische und soziale innere Unruhen, militärische Niederlagen und wachsende Einflussnahme durch die europäischen Mächte verschlechterten die sozialen Lebensbedingungen der Bewohner des Osmanischen Reiches drastisch. Die steigende Macht der christlichen Welt und die Ideen der Französischen Revolution lösten bei den christlichen Untertanen des Osmanischen Reiches eine Welle der Unzufriedenheit aus. Die bäuerlichen Nichtmuslime – als schwächstes Glied der sozialen Rangfolge militärisch jedermann ausgeliefert – sahen die Alternativen: Entweder die Übersiedlung in die sicheren Städte oder ein Hilfegesuch an die europäischen Mächte mit der Bitte um militärischen Schutz.
Die bisherige religionsbezogene Sicht des Millet-Systems änderte sich für die Betroffenen in eine als kulturelle Minderheit erlebte Identität – eine Sichtweise, die mit den Ansichten europäischer Politiker übereinstimmte (die Problematik fiel in eine Zeit der Entstehung eines sprachlichen und völkischen Nationalismus in Europa), wo sich die Politik folglich auf die Einräumung von Sonderrechten für die aus ihrer Sicht unterdrückten nichtmuslimischen Minderheiten konzentrierte. Damit wurden aus Religionsgemeinschaften, die unter dem Begriff der Millets im osmanischen Staatsverständnis integriert waren, schützenswerte ethnische Minderheiten, die durch soziale Ausgrenzung benachteiligt wurden.

### Die Tanzimat-Reformen
Die Osmanische Regierung suchte den Gefahren des ethnisch-nationalen Separatismus durch eine Reform des Millet-Systems zu begegnen und setzte eine allmähliche Entmachtung der Geistlichkeit in den Millets durch. Im Zuge der Tanzimat-Reformen verfügte die Osmanische Regierung im Hatt-i humayun (kaiserliches Handschreiben) vom 18. Februar 1856 die Gleichstellung aller osmanischen Untertanen und die Garantie kirchlicher Privilegien und Immunitäten, was die Nichtmuslime nicht nur rechtlich gleichstellte – was islamrechtlich im Übrigen als grober Verstoß der Anwendung der Rechtsdogmen galt –, sondern auch eine Sonderstellung schuf, die sich mit der zunehmenden Beeinflussung durch europäische Mächte ständig ausweitete.
Die europäischen Mächte, vor allem Großbritannien und Frankreich, waren nicht nur am „Schutz“ der christlichen Untertanen des Osmanischen Reichs „interessiert“. Realpolitisch suchten sie die Südexpansion Russlands zu bremsen, und dieses Ziel konnten sie nur erreichen, wenn sie die Desintegration des Osmanischen Reiches verhinderten. So förderten sie die Reformpolitik, weil diese auch aus ihrer Sicht eine Stabilisierungsstrategie war.
Die Reformen stießen innerhalb der Millets keineswegs auf uneingeschränkten Beifall: Vor allem der Klerus der griechisch-orthodoxen Kirche fürchtete sowohl wegen der in der Deklaration sich ankündigenden Säkularisierung als auch wegen der Gleichstellung – die seine Privilegien im traditionellen Millet-System gefährdeten – den Verlust seiner hergebrachten Position und damit eine Verschlechterung der eigenen Lage.
Die Millet-Reform war auch für die osmanische Regierung kontraproduktiv, weil sie den politischen Aufstieg des ethnisch-national gesinnten Bürgertums in den christlichen Untertanengemeinschaften begünstigte. Diese Entwicklung leistete den Unabhängigkeitskriegen auf dem Balkan Vorschub, bestärkte sie doch den Wunsch, aus dem osmanischen Staatsverband auszutreten. Andererseits kam es aber auch zu einem breiten sozialen Aufstieg städtischer Nichtmuslime in Wirtschaft und Verwaltung, die bald – ähnlich wie der Klerus – einen Verlust ihrer neu errungenen Privilegien fürchteten. Die muslimische Bevölkerung wiederum erlebte diese Entwicklungen nun selbst als Vertreibung und Verdrängung, insbesondere in der Zusammenarbeit mit europäischen Kaufleuten und Staaten.

### Das Ende
Zu den gravierendsten Reformhindernissen gehörte das dürftige Wissen der Regierung über die meisten Regionen ihres Reiches. Von vielen Gebieten gab es nicht einmal genaue Landkarten.
Der Nationalstaatsgedanke setzt die prinzipielle Gleichheit aller Bürger voraus. Die türkische Elite hatte jedoch den Anspruch nie aufgegeben, die „herrschende Volksgruppe“ – Millet-i Hakime – werde durch die Zugehörigkeit zum Islam und zum türkischen Volkstum definiert. Diese Tendenz wurde durch den im späten 19. Jahrhundert aufkommenden Panturkismus ausgeweitet (II 162f.).
Mit dem Untergang des Osmanischen Reiches verabschiedete sich die neue laizistische Republik vom Millet-System. Später, unter jungtürkischer Herrschaft und in der Republik Türkei, begann eine zunehmende Ablehnung von Minderheiten auf osmanischem und türkischem Boden. Die Republik hatte seit dem schmachvollen Niedergang des Osmanischen Reiches eine panische Angst vor Minderheiten und hegte ihnen gegenüber ein tiefes Misstrauen, denn sie glaubte nicht mehr an deren Loyalität.

## Weitere Quellen
- Yohanan Friedman: Classification of Unbelievers in Sunni Muslim Law and Tradition. In: Jerusalem Studies in Arabic and Islam 22, 1998, ISSN 0334-4118, S. 163–198.
- Kamral Ekbal: Toleranz, ein Grundprinzip im Islam. In: Gewissen und Freiheit 19, Nr. 36, 1991, ISSN 0259-0379, S. 67–73.
- Adel Theodor Khoury: Christen unterm Halbmond. Religiöse Minderheiten unter der Herrschaft des Islam. Herder, Freiburg 1994, ISBN 3-451-22851-3.
- Albrecht Noth: Möglichkeiten und Grenzen islamischer Toleranz. In: Saeculum 29, 1978, 2, ISSN 0080-5319, S. 190–204.
- Christian Rumpf: Minderheiten in der Türkei und die Frage nach ihrem rechtlichen Schutz. In: Zeitschrift für Türkeistudien 6, 2, 1993, ISSN 0934-0696, S. 173–209.